# Roewe 550
Le Roewe 550 est une berline vendue en Chine. Elle est basée sur la Roewe 750.